# 제이슨 블레어
제이슨 토머스 블레어(영어: Jayson Thomas Blair, 1976년 3월 23일 ~ )는 미국의 전직 뉴욕 타임즈 기자다.

## 논란
2003년 5월, 기사의 조작과 표절의 발견으로 인해 신문사를 사직하였다. 그는 경력을 상기시키는 "Burning Down My Masters' House"(2004년)라는 제목으로 이 기간의 회고록을 출판했으며 사직후 양극성 장애 진단을 받은 것을 다룬다. 나중에 양극성 장애 지원 단체를 설립하고 라이프 코치가 되었다.

## 같이 보기
- 주디스 밀러
- 브라이언 윌리엄스
- 재닛 쿡
- 가짜뉴스